# AC Brooklands Ace
La AC Brooklands Ace è un'autovettura gran turismo roadster prodotta tra il 1993 e il 2000 dalla casa automobilistica britannica AC Cars.

## Profilo e contesto
Lo sviluppo della Brooklands Ace viene fatto risalire alla concept car chiamata Ace of Spades presentata nel 1986, che presentava gran parte delle parti e della componentistica di origine Ford, tra cui il motore 2,9 V6 e il sistema di trazione integrale.
L'auto in seguito ha subito una riprogettazione significativa per poi riapparire nel 1991 con un nuovo design firmato dalla International Automotive Design e costruita su di un telaio in acciaio inossidabile, dotata di un motore Ford da 3.0 V6. Questo secondo prototipo aveva un abitacolo a due posti, abbandonando il precedente layout 2+2 adottato dalla Ace of Spades.

### Brooklands Ace (1993-1996)
Nel 1993 venne lanciato il modello di serie in veste definitiva, che venne costituito per soli due anni a causa del fallimento della AC Cars nel 1996. Il modello di produzione era alimentato da un motore da 5,0 litri V8 di origine Ford che erogava una potenza di 228 CV. Questa versione abbandonava i fari a scomparsa del prototipo in favore di quattro proiettori circolari, ma manteneva il corpo vettura realizzato in alluminio. La produzione terminò con 46 esemplari realizzati tra il 1993 e il 1996, momento in cui la AC Cars venne posta in amministrazione controllata.

### AC Ace (1997-2000)

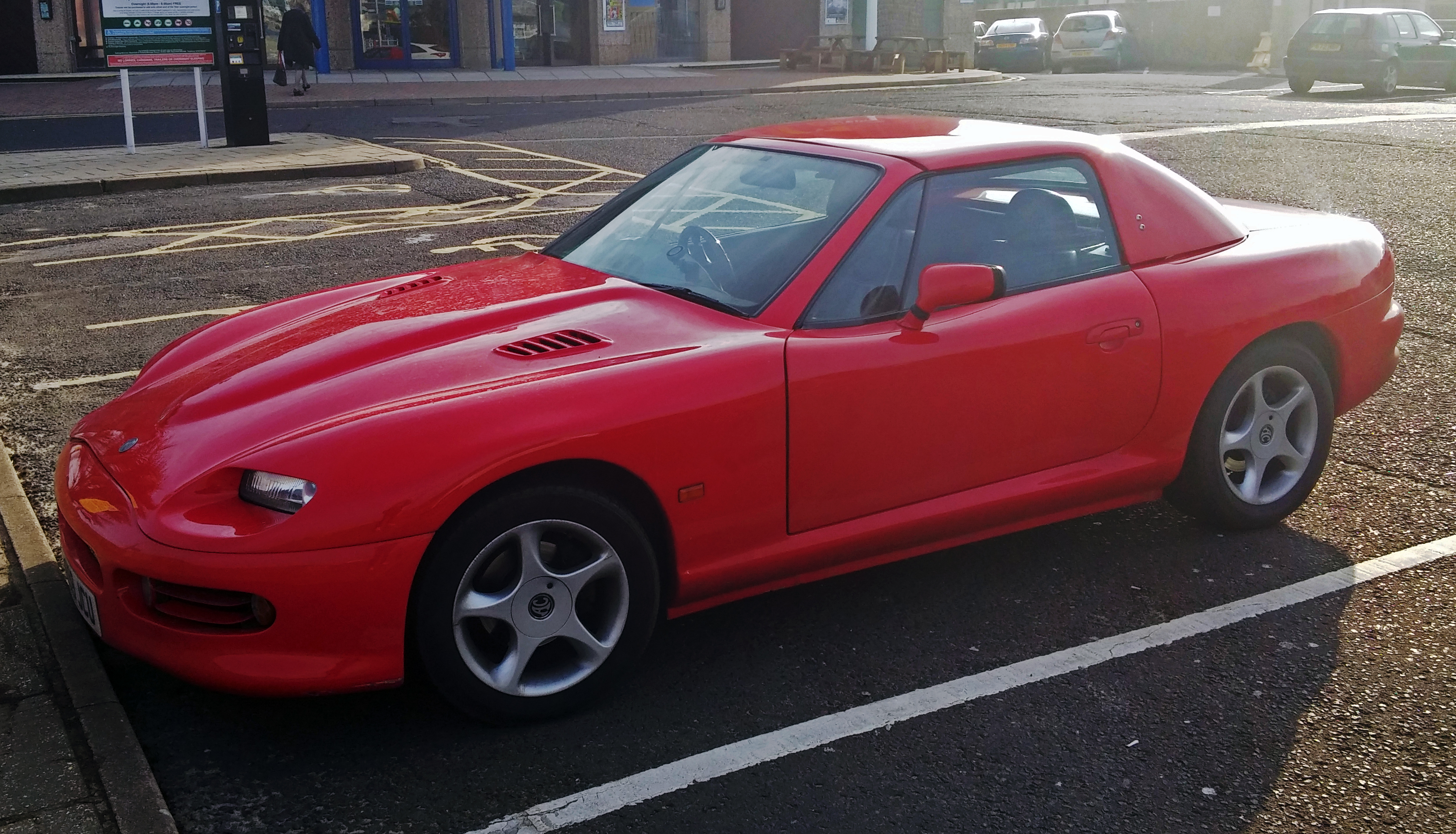
AC Ace V8 del 1999

Con l'arrivo della nuova proprietà nel 1996, la Brooklands Ace subì una significativa rivisitazione e riprogettazione, che esordì al London Motor Show del 1997 in una nuova versione chiamata Ace V8, andando ad abbandonare il nome Brooklands. Le vendite iniziarono nel 1998, ma ne furono prodotte solo 12 unità, per poi terminarne la produzione nel 2000.
Le modifiche più significative riguardavano la parte esterna e includevano una riprogettazione di paraurti, griglia frontale, luci (ora di forma rettangolari anziché rotonde) e un nuovo cofano. Oltre alla produzione di alcuni elementi in Sud Africa, l'assemblaggio finale venne effettuato a Coventry. Insieme ai cambiamenti nel design della vettura, vennero modificate anche alcune tecniche di produzione per ridurre sia i costi che il peso della vettura.
L'Ace V8 di seconda generazione pesavw 1453 kg, aveva un passo di 2472 mm con una lunghezza complessiva di 4420 mm. La gamma motori comprendeva due unità V8 da 5,0 litri nelle varianti da 243 CV e 324 CV; un V8 da 4,6 litri da 324 CV con 32 valvole a quattro camme con sistema di iniezione elettronica, e un motore Lotus da 3,5 litri V8 da 254 CV. Fu lanciata anche una versione a quattro posti chiamata AC Aceca, che riprendeva il nome di un omonimo modello della AC, con il motore V8 da 4,6 litri.